# Viktor Nemeš

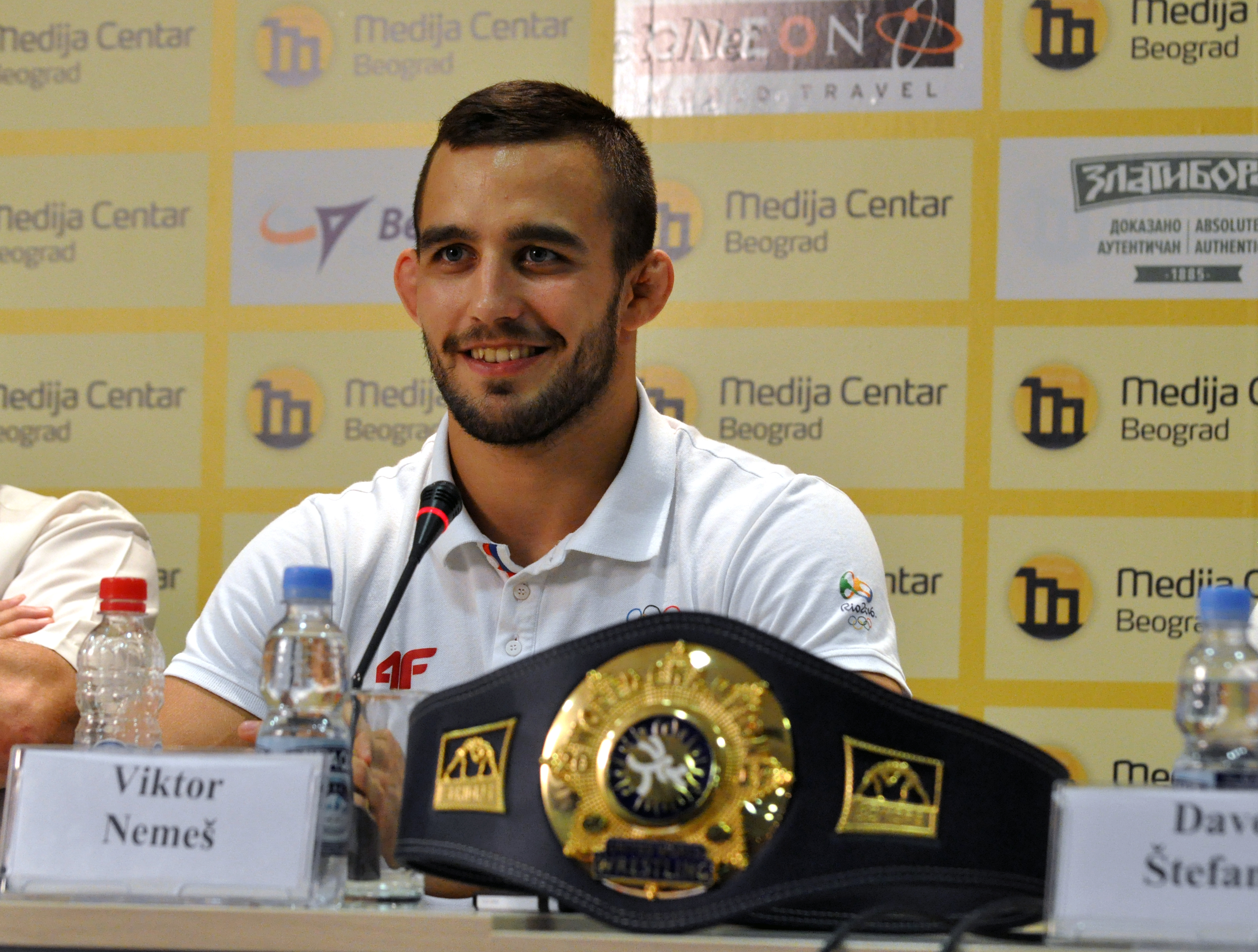
Viktor Nemeš, 2017

Viktor Nemeš (* 21. Juli 1993 in Senta, Bundesrepublik Jugoslawien) ist ein serbischer Ringer. Er wurde 2017 Weltmeister im griechisch-römischen Stil in der Gewichtsklasse bis 75 kg Körpergewicht.

## Werdegang
Viktor Nemeš, magyarischer Abstammung, begann bereits im Alter von 5 Jahren 1998 mit dem Ringen. Die serbische Provinz Vojvodina entwickelte sich nach dem Zweiten Weltkrieg im damaligen Jugoslawien zu einer Hochburg des Ringens und ist es in Serbien heute noch. Er gehört dem Sportclub RK Proleter Zrenjanin an und wurde bisher bzw. wird von Laszlo Zorgo, Miklos Molnar und Stojan Dobrew trainiert. Sein Bruder Mate ist ebenfalls Ringer. Der 1,73 Meter große Athlet wiegt ca. 80 kg und konzentriert sich voll auf den griechisch-römischen Stil.
Seinen ersten Start bei einer internationalen Meisterschaft absolvierte Viktor Nemeš im Juli 2009, dabei belegte er bei der Junioren-Europameisterschaft (Altersgruppe Cadets) in Zrenjanin in der Gewichtsklasse bis 54 kg Körpergewicht den 7. Platz. Seitdem startete er in den verschiedenen Altersgruppen bis Ende 2018 bei insgesamt 19 Welt- oder Europameisterschaften und den Olympischen Spielen 2016.
In den ersten Jahren seiner internationalen Ringerlaufbahn hielten sich dabei seine Erfolge noch in Grenzen. Bis Ende 2014 war die beste Platzierung, die er erreichte ein 5. Platz bei der Junioren-Weltmeisterschaft 2013 in Sofia in der Gewichtsklasse bis 74 kg Körpergewicht.
Der große Sprung nach vorne gelang Viktor Nemeš 2015. Im März 2015 siegte er beim FILA-Grand Pix in Szombathely in der Gewichtsklasse bis 75 kg und im gleichen Monat wurde er in Wałbrzych Europameister in der Altersgruppe U 23. Im Juni 2015 erreichte er bei der Europameisterschaft, die im Rahmen der 1. Europäischen Spiele in Baku ausgetragen wurde, das Finale, in dem er gegen Elwin Mursalijew aus Aserbaidschan unterlag. Einen Rückschlag, was das Endergebnis betrifft musste er bei der Weltmeisterschaft 2015 in Las Vegas hinnehmen, denn er unterlag dort in der 2. Runde gegen Kim Hyeon-woo aus Südkorea knapp nach Punkten, schied aus und belegte nur den 21. Platz. Bei Kim Hyeon-woo freilich handelte es sich um keinen geringeren als den Olympiasieger von 2012 im Weltergewicht.
2016 belegte Viktor Nemeš bei der Europameisterschaft in Riga in der Gewichtsklasse bis 75 kg den 2. Platz. Dabei besiegte er u. a. den starken Kroaten Neven Žugaj. Im Finale verlor er gegen Surabi Datunaschwili aus Georgien. Im April 2016 qualifizierte sich Viktor Nemes in Zrenjanin bei einem Olympia-Qualifikationsturnier mit einem 1. Platz vor Surabi Datunaschwili für die Teilnahme an den Olympischen Spielen 2016 in Rio de Janeiro. In Rio siegte er dann zunächst über Dilschod Turdijew aus Usbekistan, unterlag aber dann gegen den routinierten Mark Overgaard Madsen aus Dänemark. Da dieser das Finale erreichte, konnte Viktor Nemes in der Trostrunde weiterringen, verlor aber dort gegen Saeid Mourad Abdvali aus dem Iran und belegte in der Endabrechnung einen guten 8. Platz.
Im Mai 2017 verlor Viktor Nemeš bei der Europameisterschaft in Novi Sad in der Gewichtsklasse bis 75 kg in der Qualifikation gegen Karapat Chaljan aus Armenien und kam nur auf den 13. Platz. Zum bisherigen Höhepunkt in seiner Laufbahn wurden dann die Weltmeisterschaften des gleichen Jahres in Paris. Er kam dort zu Siegen über Saeid Mourad Abdvali, Maksat Jereschepow, Kasachstan, Karapet Chaljan, Kasbek Kilow, Weißrussland und Alexander Tschechirkin aus Russland und wurde Weltmeister.
Auch 2018 war er sehr erfolgreich, wenngleich er in diesem Jahr keinen Titel bei den internationalen Meisterschaften erringen konnte. Bei der Europameisterschaft im April 2018 in Kaspiisk kam er in das Finale und besiegte auf dem Weg dazu u. a. Tamas Lörincz aus Ungarn. Im Finale unterlag er gegen Roman Wlassow, dem früheren Olympiasieger aus Russland. Bei der Weltmeisterschaft 2018 in Budapest kam er in der neuen Gewichtsklasse bis 77 kg zunächst zu zwei Siegen, unterlag aber dann gegen Alexander Tschechirkin. Da dieser das Finale erreichte, konnte Viktor Nemeš in der Trostrunde weiterringen und sich mit Siegen über Kairabet Togulbajew, Kirgisistan, Elwin Mursalijew und Alex Kessidis aus Schweden noch eine Bronzemedaille sichern.

## Internationale Erfolge
| Jahr | Platz | Wettbewerb                                            | Gewichtsklasse | Ergebnisse |
| 2009 | 7.    | Junioren-EM (Cadets) in Zrenjanin                     | bis 54 kg      | Sieger: Emre Arslan, Türkei |
| 2010 | 12.   | Junioren-EM (Cadets) in Sarajevo                      | bis 63 kg      | Sieger: Firuz Zulikidse, Georgien |
| 2011 | 2.    | Großer Preis von Slowenien                            | bis 66 kg      | hinter Adam Kurak, Russland |
| 2011 | 9.    | Junioren-EM (Juniors) in Zrenjanin                    | bis 66 kg      | Sieger: Magomed Tschukalow, Russland |
| 2011 | 14.   | Junioren-WM (Juniors) in Bukarest                     | bis 66 kg      | nach einem Sieg über Jefrin Benito Meija Sambula, Honduras und einer Niederlage gegen Florin Mocanu, Rumänien |
| 2012 | 13.   | Golden-Grand-Prix in Szombathely                      | bis 74 kg      | Sieger: Martin Szabo, Ungarn vor Bozo Starcevic, Kroatien, Renato Kun, Ungarn und Mark Overgaard Madsen, Dänemark |
| 2012 | 11.   | Mittelmeer-Meisterschaften in Larissa                 | bis 74 kg      | Sieger: Neven Žugaj, Kroatien |
| 2012 | 18.   | Junioren-EM (Juniors) in Zagreb                       | bis 74 kg      | Sieger: Islam Tscharajew, Russland vor Kasbek Kilow, Weißrussland |
| 2013 | 3.    | "Ljubomir Ivanovic Gedza"-International in Belgrad    | bis 74 kg      | hinter Neven Žugaj und Jura Veskev, Israel |
| 2013 | 11.   | Golden-Grand-Prix in Szombathely                      | bis 74 kg      | Sieger: Mark Overgaard Madsen vor Neven Žugaj |
| 2013 | 21.   | EM in Tiflis                                          | bis 74 kg      | nach einer Niederlage gegen Bozo Starcevic |
| 2013 | 5.    | Adria-Cup in Porec                                    | bis 74 kg      | Sieger: Dominik Etlinger, Kroatien |
| 2013 | 6.    | "Jacob-Curby"-Cup in Chicago                          | bis 74 kg      | Sieger: Benjamin Provisor, USA vor Valdemars Venckaitis, Litauen und Davor Štefanek, Serbien |
| 2013 | 16.   | Junioren-EM (Juniors) in Skopje                       | bis 74 kg      | nach einer Niederlagen gegen Karpet Chaljan, Armenien und Mario Dozin, Bulgarien |
| 2013 | 5.    | Junioren-WM (Juniors) in Sofia                        | bis 74 kg      | nach einem Sieg über Payam Abdeh Saleh Bouyeri Payani, Iran, einer Niederlage gegen Karpet Chaljan, Siegen über Petru Sevcinc, Moldawien und Abdelkrim Ouakali, Algerien und einer Niederlage gegen Bechan Osdojew, Russland    |
| 2013 | 28.   | WM in Budapest                                        | bis 74 kg      | nach einer Niederlage gegen Rafik Huseinow, Aserbaidschan |
| 2014 | 3.    | Zagreb-Open                                           | bis 75 kg      | hinter Jure Kuhar, Slowenien und Petr Novak, Tschechien |
| 2014 | 3.    | Golden-Grand-Prix in Szombathely                      | bis 75 kg      | hinter Mark Overgaard Madsen und Saeid Mourad Abdvali, Iran |
| 2014 | 2.    | "Ljubomir Ivanovic Gedza"-International in Belgrad    | bis 75 kg      | hinter Ewgeni Salejew, Russland, vor Bozo Starcevic und Petr Novak |
| 2014 | 8.    | EM in Vantaa                                          | bis 75 kg      | nach Siegen über Juan Carlos Ruiz, Spanien und Igor Besleaga, Moldawien und einer Niederlage gegen Mark Overgaard Madsen |
| 2014 | 1.    | Mittelmeer-Meisterschaft in Kanjiza                   | bis 75 kg      | vor Jure Kuhar, Boszo Starcevic und Franck Hassli, Frankreich |
| 2014 | 9.    | Golden-Grand-Prix in Baku                             | bis 75 kg      | Sieger: Rafik Huseinow vor Surabi Datunaschwili, Georgien |
| 2014 | 30.   | WM in Taschkent                                       | bis 75 kg      | nach einer Niederlage gegen Jawor Janakiew, Bulgarien |
| 2015 | 3.    | Zagreb-Open                                           | bis 80 kg      | hinter Josef Patrick Rau, USA und Wiktor Sasunowski, Weißrussland |
| 2015 | 1.    | FILA-Grand-Prix in Szombathely                        | bis 75 kg      | vor Laszlo Szabo, Ungarn, Payam Abdeh Saleh Bouyeri Payani und Nikolei Daragan, Ukraine |
| 2015 | 1.    | U 23-EM in Wałbrzych                                  | bis 75 kg      | nach Siegen über Lukas Staudacher, Österreich, Petru Sevciuc, Moldawien, Bogdan Kourinnoi, Schweden und Kasbek Kilow |
| 2015 | 3.    | "Ljubomir Ivanovic Gedza" International in Belgrad    | bis 80 kg      | hinter Surabi Datunaschwili und Ramasan Abucharajew, Russland |
| 2015 | 2.    | 1. Europäische Spiele (zgl. EM) in Baku               | bis 75 kg      | nach Siegen über Christoffer Nilsson, Schweden, Ciro Russo, Italien, Pascal Eisele, Deutschland und Dimitri Pyschkow, Ukraine und einer Niederlage gegen Elwin Mursalijew                                                       |
| 2015 | 21.   | WM in Las Vegas                                       | bis 75 kg      | nach einem Sieg über Florian Marchl, Österreich und einer Niederlage gegen Kim Hyeon-woo, Südkorea |
| 2015 | 5.    | Golden-Grand-Prix in Baku                             | bis 75 kg      | hinter Kim Hyeon-wwo, Payam Abdeh Saleh Bouyeri Payani, Ramin Taherisartang, Iran und Mark Overgaard Madsen |
| 2016 | 1.    | Grand-Prix von Zagreb                                 | bis 80 kg      | vor Laszlo Szabo, Michael Wagner, Österreich und Zoltan Keri, Ungarn |
| 2016 | 2.    | EM in Riga                                            | bis 75 kg      | nach Siegen über Ilie Cojocaru, Rumänien, Laszlo Szabo und Neven Žugaj und einer Niederlage gegen Surabi Datunaschwili |
| 2016 | 1.    | Olympia-Qualif.-Turnier in Zrenjanin                  | bis 75 kg      | vor Surabi Datunaschwili, Karapet Chaljan und Bozo Starcevic |
| 2016 | 8.    | OS in Rio de Janeiro                                  | bis 75 kg      | nach einem Sieg über Dilschod Turdijew, Usbekistan und Niederlagen gegen Mark Overgaard Madsen und Saeid Mourad Abdvali |
| 2016 | 1.    | Golden-Grand-Prix in Baku                             | bis 75 kg      | vor Elwin Mursalijew, Ruslan Zarew, Kirgisistan und Surabi Datunaschwili |
| 2017 | 2.    | Grand-Prix von Zagreb                                 | bis 80 kg      | hinter Bozo Starcevic, vor Alan Chugajew (Olympiasieger von 2012 im Mittelgewicht), Russland und Kamal Ameer Bey, USA |
| 2017 | 3.    | Großer Preis von Ungarn in Szombathely                | bis 75 kg      | hinter Tamás Lőrincz, Ungaqrn und Kasbek Kilow |
| 2017 | 13.   | EM in Novi Sad                                        | bis 75 kg      | nach einer Niederlage gegen Karapet Chaljan |
| 2017 | 1.    | "Ljubomir Ivanovic Gedza" International in Kragujevac | bis 75 kg      | vor Mohammed Parviz Shorbi Neiazi, Iran und Igor Besleaga |
| 2017 | 1.    | "Ion Corneanu & Ladislao Simon"-Memorial in Bukarest  | bis 75 kg      | vor Fatih Cengiz, Türkei, Tamás Levai, Ungarn und Dawid Klimek, Polen |
| 2017 | 1.    | WM in Paris                                           | bis 75 kg      | nach Siegen über Saeid Mourad Abdvali, Maksat Jereschepow, Kasachstan, Karapet Chaljan, Kasbek Kilow und Alexander Tschechirkin, Russland                                                                                       |
| 2018 | 1.    | "Dan Kolow & Nikola Petrow"-Turnier in Sofia          | bis 77 kg      | vor Dimitri Petaikin, Russland, Yunus Emre Basar, Türkei und Igor Besleaga |
| 2018 | 2.    | EM in Kaspiisk                                        | bis 77 kg      | nach Siegen über Dominik Etlinger, Kasbek Kilow und Tamás Lőrincz und einer Niederlage gegen Roman Wlassow |
| 2018 | 1.    | "Ljubomir Ivanovic Gedza" International in Kragujevac | bis 77 kg      | vor Vili Ropponen, Finnland, Brage Hangmo Ringheim, Norwegen und Alexander Tschechirkin |
| 2018 | 3.    | WM in Budapest                                        | bis 77 kg      | nach Siegen über Sultan Ali Mohd Damen Eid, Jordanien und Ariel Fis Batista, Kuba, einer Niederlage gegen Alexander Tschechirkin und Siegen über Kairabat Togulbajew, Kirgisistan, Elwin Mursalijew und Alex Kessidis, Schweden |

Erläuterungen
- alle Wettkämpfe im griechisch-römischen Stil
- nach wiederholten Gewichtsklassenreformen durch den Ringer-Weltverband FILA bzw. UWW ist die Benennung der einzelnen Gewichtsklassen mit Namen, so wie das seit Bestehen des Ringens üblich war, nicht mehr möglich
- OS = Olympische Spiele, WM = Weltmeisterschaft, EM = Europameisterschaft